# A Fülöp-szigetek az 1956. évi nyári olimpiai játékokon
A Fülöp-szigetek az ausztráliai Melbourne-ben és a svédországi Stockholmban megrendezett 1956. évi nyári olimpiai játékok egyik részt vevő nemzete volt. Az országot az olimpián 7 sportágban 39 sportoló képviselte, akik érmet nem szereztek.

## Atlétika
Férfi
| Versenyző       | Versenyszám | Előfutam | Előfutam | Negyeddöntő | Negyeddöntő | Elődöntő | Elődöntő | Döntő   | Döntő    |
| Versenyző       | Versenyszám | Idő      | Hely.    | Idő         | Hely.       | Idő      | Hely.    | Idő     | Helyezés |
| --------------- | ----------- | -------- | -------- | ----------- | ----------- | -------- | -------- | ------- | -------- |
| Pablo Somblingo | 400 m       | 49,4     | 6.       | kiesett     | kiesett     | kiesett  | kiesett  | kiesett | kiesett  |
| Pablo Somblingo | 400 m gát   | 54,5     | 5.       |             | kiesett     | kiesett  | kiesett  | kiesett |          |

| Versenyző       | Versenyszám | Selejtező | Selejtező | Döntő    | Döntő    |
| Versenyző       | Versenyszám | Eredmény  | Helyezés  | Eredmény | Helyezés |
| --------------- | ----------- | --------- | --------- | -------- | -------- |
| Ciriaco Baronda | Magasugrás  | 192 cm    | 21.       | 192 cm   | 17.      |

Női
| Versenyző         | Versenyszám | Előfutam | Előfutam | Elődöntő | Elődöntő | Döntő   | Döntő    |
| Versenyző         | Versenyszám | Idő      | Hely.    | Idő      | Hely.    | Idő     | Helyezés |
| ----------------- | ----------- | -------- | -------- | -------- | -------- | ------- | -------- |
| Manolita Cinco    | 80 m gát    | 12,1     | 7.       | kiesett  | kiesett  | kiesett | kiesett  |
| Francisca Sanopal | 80 m gát    | 11,8     | 5.       | kiesett  | kiesett  | kiesett | kiesett  |

## Birkózás
Szabadfogású
| Versenyző       | Versenyszám | 1. forduló                      | 1. forduló | 1. forduló | 2. forduló                            | 2. forduló | 2. forduló | 3. forduló        | 3. forduló | 3. forduló | 4. forduló        | 4. forduló | 4. forduló | 5. forduló        | 5. forduló | 5. forduló | Döntő             | Döntő   | Döntő   | Helyezés    |
| Versenyző       | Versenyszám | Ellenfél Eredmény               | Pont       | Hely.      | Ellenfél Eredmény                     | Pont       | Hely.      | Ellenfél Eredmény | Pont       | Hely.      | Ellenfél Eredmény | Pont       | Hely.      | Ellenfél Eredmény | Pont       | Hely.      | Ellenfél Eredmény | Pont    | Hely.   | Helyezés    |
| --------------- | ----------- | ------------------------------- | ---------- | ---------- | ------------------------------------- | ---------- | ---------- | ----------------- | ---------- | ---------- | ----------------- | ---------- | ---------- | ----------------- | ---------- | ---------- | ----------------- | ------- | ------- | ----------- |
| Ernesto Ramel   | 57 kg       | Lee Sang-gyun (KOR) · kétvállas | 3          | =8.        | Mihail Sahov (URS) · kétvállas        | 6          | =11.       | kiesett           | kiesett    | kiesett    | kiesett           | kiesett    | kiesett    |                   |            |            | kiesett           | kiesett | kiesett | helyezetlen |
| Mateo Tanaquin  | 67 kg       | Mario Tovar (MEX) · kétvállas   | 3          | =12.       | Jack Taylor (GBR) · 0-3               | 6          | =10.       | kiesett           | kiesett    | kiesett    | kiesett           | kiesett    | kiesett    | kiesett           | kiesett    | kiesett    | kiesett           | kiesett | kiesett | helyezetlen |
| Nicolas Arcales | 79 kg       | Hans Sterr (EUA) · kétvállas    | 3          | =9.        | Georgij Szhirtladze (URS) · kétvállas | 6          | =13.       | kiesett           | kiesett    | kiesett    | kiesett           | kiesett    | kiesett    | kiesett           | kiesett    | kiesett    | kiesett           | kiesett | kiesett | helyezetlen |

## Kosárlabda
| Fülöp-szigeteki férfi kosárlabdacsapat-játékoskeret                                             | Fülöp-szigeteki férfi kosárlabdacsapat-játékoskeret                                                         |
| ----------------------------------------------------------------------------------------------- | --- |
| - Carlos Badion - Rafael Barretto - Ramón Campos - Loreto Carbonell - Tony Genato - Eduardo Lim | - Carlos Loyzaga - Ramón Manulat - Leonardo Marquicias - Mariano Tolentino - Martin Urra - Antonio Villamor |

### Eredmények
Csoportkör
A csoport
| Csapat                 | M | Gy | V | P+  | P–  | Pk   |
| ---------------------- | - | -- | - | --- | --- | ---- |
| Egyesült Államok (USA) | 3 | 3  | 0 | 320 | 122 | +198 |
| Fülöp-szigetek (PHI)   | 3 | 2  | 1 | 224 | 237 | –13  |
| Japán (JPN)            | 3 | 1  | 2 | 171 | 225 | –54  |
| Thaiföld (THA)         | 3 | 0  | 3 | 134 | 265 | –131 |

| 1956. november 23. | Fülöp-szigetek (PHI) | 94 – 55 | Thaiföld (THA) |  |
| 1956. november 23. | (34–24)              |         |                |  |

| 1956. november 24. | Fülöp-szigetek (PHI) | 77 – 61 | Japán (JPN) |  |
| 1956. november 24. | (37–29)              |         |             |  |

| 1956. november 26. | Egyesült Államok (USA) | 121 – 53 | Fülöp-szigetek (PHI) |  |
| 1956. november 26. | (35–20)                |          |                      |  |

Középdöntő
E csoport
| Csapat               | M | Gy | V | P+  | P–  | Pk  |
| -------------------- | - | -- | - | --- | --- | --- |
| Franciaország (FRA)  | 3 | 2  | 1 | 195 | 187 | +8  |
| Uruguay (URU)        | 3 | 2  | 1 | 230 | 209 | +21 |
| Chile (CHI)          | 3 | 1  | 2 | 221 | 229 | –8  |
| Fülöp-szigetek (PHI) | 3 | 1  | 2 | 204 | 225 | –21 |

| 1956. november 27. | Uruguay (URU) | 79 – 70 | Fülöp-szigetek (PHI) |  |
| 1956. november 27. | (42–39)       |         |                      |  |

| 1956. november 28. | Fülöp-szigetek (PHI) | 65 – 58 | Franciaország (FRA) |  |
| 1956. november 28. | (30–26)              |         |                     |  |

| 1956. november 29. | Chile (CHI) | 88 – 69 | Fülöp-szigetek (PHI) |  |
| 1956. november 29. | (42–32)     |         |                      |  |

Az 5–8. helyért
| 1956. november 30. | Bulgária (BUL) | 80 – 70 | Fülöp-szigetek (PHI) |  |
| 1956. november 30. | (50–43)        |         |                      |  |

A 7. helyért
| 1956. december 1. | Fülöp-szigetek (PHI) | 75 – 68 | Chile (CHI) |  |
| 1956. december 1. | (33–38)              |         |             |  |

| Csapat               | Helyezés |
| -------------------- | -------- |
| Fülöp-szigetek (PHI) | 7.       |

## Ökölvívás
| Versenyző            | Versenyszám  | 32-es főtábla                              | Nyolcaddöntő                     | Negyeddöntő       | Elődöntő          | Döntő             | Helyezés |
| Versenyző            | Versenyszám  | Ellenfél Eredmény                          | Ellenfél Eredmény                | Ellenfél Eredmény | Ellenfél Eredmény | Ellenfél Eredmény | Helyezés |
| -------------------- | ------------ | ------------------------------------------ | -------------------------------- | ----------------- | ----------------- | ----------------- | -------- |
| Federico Bonus       | Légsúly      | erőnyerő                                   | Mircea Dobrescu (ROU) · V        | kiesett           | kiesett           | kiesett           | 9.       |
| Alberto Adela        | Harmatsúly   | Szong Szuncshon (Song Sun-Cheon) (KOR) · V | kiesett                          | kiesett           | kiesett           | kiesett           | 17.      |
| Paulino Meléndres    | Pehelysúly   | Bernard Schröter (EUA) · V                 | kiesett                          | kiesett           | kiesett           | kiesett           | 17.      |
| Celedonio Espinosa   | Könnyűsúly   | erőnyerő                                   | Harry Kurschat (EUA) · V         | kiesett           | kiesett           | kiesett           | 9.       |
| Manuel de los Santos | Kisváltósúly | erőnyerő                                   | Hwang Ui-gyeong (KOR) · kizárták | kiesett           | kiesett           | kiesett           | 9.       |

## Sportlövészet
Férfi
| Versenyző        | Versenyszám                    | Döntő | Döntő    |
| Versenyző        | Versenyszám                    | Pont  | Helyezés |
| ---------------- | ------------------------------ | ----- | -------- |
| Ricardo Hizon    | Szabadpisztoly                 | 456   | 32.      |
| Martin Gison     | Gyorstüzelő pisztoly           | 551   | 22.      |
| Martin Gison     | Szabadpuska, összetett (300 m) | 1043  | 13.      |
| Hernando Castelo | Sportpuska, fekvő              | 592   | 34.      |
| César Jayme      | Sportpuska, fekvő              | 594   | 23.      |
| Enrique Beech    | Trap                           | 152   | 24.      |

## Súlyemelés
| Versenyző           | Versenyszám | Nyomás                   | Nyomás                   | Szakítás | Szakítás | Lökés                    | Lökés                    | Összesen | Helyezés |
| Versenyző           | Versenyszám | Eredmény                 | Helyezés                 | Eredmény | Helyezés | Eredmény                 | Helyezés                 | Összesen | Helyezés |
| ------------------- | ----------- | ------------------------ | ------------------------ | -------- | -------- | ------------------------ | ------------------------ | -------- | -------- |
| Pedro Landero       | 56 kg       | érvényes kísérlet nélkül | érvényes kísérlet nélkül | kiesett  | kiesett  | kiesett                  | kiesett                  | kiesett  | kiesett  |
| Rodrigo del Rosario | 60 kg       | 102,5                    | 4.                       | 87,5     | 18.      | érvényes kísérlet nélkül | érvényes kísérlet nélkül | kiesett  | kiesett  |

## Úszás
Férfi
| Versenyző                                                | Versenyszám          | Előfutam | Előfutam | Előfutam | Elődöntő | Elődöntő | Elődöntő | Döntő   | Döntő    |
| Versenyző                                                | Versenyszám          | Idő      | Hely.    | Össz.    | Idő      | Hely.    | Össz.    | Idő     | Helyezés |
| -------------------------------------------------------- | -------------------- | -------- | -------- | -------- | -------- | -------- | -------- | ------- | -------- |
| Dakula Arabani                                           | 100 m gyors          | 1:00,2   | 6.       | 28.*     | kiesett  | kiesett  | kiesett  | kiesett | kiesett  |
| Ulpiano Babol                                            | 400 m gyors          | 4:53,4   | 6.       | 30.      |          |          |          | kiesett | kiesett  |
| Bana Sailani                                             | 400 m gyors          | 4:49,0   | 7.       | 24.      |          |          |          | kiesett | kiesett  |
| Bana Sailani                                             | 1500 m gyors         | 19:16,8  | 4.       | 14.      |          |          |          | kiesett | kiesett  |
| Pedro Cayco                                              | 100 m hát            | 1:11,6   | 6.       | 23.      | kiesett  | kiesett  | kiesett  | kiesett | kiesett  |
| Parsons Nabiula                                          | 200 m mell           | kizárták | kizárták | kizárták |          |          |          | kiesett | kiesett  |
| Parsons Nabiula                                          | 200 m pillangó       | 3:03,2   | 5.       | 18.      |          |          |          | kiesett | kiesett  |
| Agapito Lozada                                           | 200 m pillangó       | 2:43,5   | 4.       | 14.      |          |          |          | kiesett | kiesett  |
| Dakula Arabani Agapito Lozada Bana Sailani Ulpiano Babol | 4 × 200 m gyorsváltó | 9:05,7   | 6.       | 11.      |          |          |          | kiesett | kiesett  |

Női
| Versenyző         | Versenyszám | Előfutam | Előfutam | Előfutam | Elődöntő | Elődöntő | Elődöntő | Döntő   | Döntő    |
| Versenyző         | Versenyszám | Idő      | Hely.    | Össz.    | Idő      | Hely.    | Össz.    | Idő     | Helyezés |
| ----------------- | ----------- | -------- | -------- | -------- | -------- | -------- | -------- | ------- | -------- |
| Gertrudes Lozada  | 100 m gyors | 1:13,7   | 7.       | 35.      | kiesett  | kiesett  | kiesett  | kiesett | kiesett  |
| Gertrudes Lozada  | 400 m gyors | 5:34,2   | 6.       | 26.      |          |          |          | kiesett | kiesett  |
| Jocelyn von Giese | 100 m hát   | 1:20,0   | 7.       | 22.      |          |          |          | kiesett | kiesett  |

* - két másik versenyzővel azonos időt ért el